# Séminaire de droit européen d'Urbino
Le séminaire de droit européen d'Urbino est un séminaire d'été organisé chaque année depuis 1959 par le Centre d'Études Juridiques Européennes d'Urbino. Les cours du séminaire, qui sont donnés en français, en italien et en anglais, au sein de la Faculté de Droit de l'Université d'Urbino, par des professeurs venus de nombreux pays d'Europe, portent sur des questions d'actualité de droit européen, de droit international privé, de droit comparé et de droit italien.
La présence au séminaire donne lieu à la délivrance d'un certificat, et le succès aux examens du séminaire est sanctionné, selon les cas, par la collation d'un diplôme de droit comparé, d'un diplôme d'études européennes, d'un diplôme d'études approfondies en droit européen ou d'un diplôme d'études européennes approfondies de la Faculté de Droit de l'Université d'Urbino.

## Histoire
Le séminaire de droit européen d'Urbino a été inauguré le 24 août 1959 par Henri Batiffol, Phocion Francescakis, Alessandro Migliazza, Francesco Capotorti, Enrico Paleari et Germain Bruillard. Jusqu'en 2004, le séminaire a eu pour mécènes Cino et Simone Del Duca. Depuis 2009, les enseignants-chercheurs du Centre d'Études Juridiques Européennes d'Urbino, rassemblés au sein du Groupe Galileo, bénéficient du financement du programme de coopération scientifique franco-italien Galileo.

## Corps enseignant
Dans une proportion importante, les cours du séminaire, depuis sa création, ont été donnés par des professeurs également invités par l'Académie de droit international de La Haye : Riccardo Monaco (La Haye 1949, 1960, 1968, 1977), Piero Ziccardi (1958, 1976), Henri Batiffol (1959, 1967, 1973), Yvon Loussouarn (1959, 1973), Mario Giuliano (1960, 1968, 1977), Phocion Francescakis (1964), Fritz Schwind (1966, 1984), Ignaz Seidl-Hohenveldern (1968, 1986), Edoardo Vitta (1969, 1979), Alessandro Migliazza (1972), René Rodière (1972), Georges Droz (1974, 1991, 1999), Pierre Gothot (1981), Erik Jayme (1982, 1995, 2000), Bernard Audit (1984, 2003), Michel Pélichet (1987), Pierre Bourel (1989), Pierre Mayer (1989, 2007), Tito Ballarino (1990), Hélène Gaudemet-Tallon (1991, 2005), Alegría Borrás (1994, 2005), Francesco Capotorti (1995), Bertrand Ancel (1995), Giorgio Sacerdoti (1997), José Carlos Fernández Rozas (2001), Horatia Muir Watt (2004), Andrea Bonomi (2007), Dário Moura Vicente (2008), Mathias Audit (2012), Christian Kohler (2012), Fabrizio Marrella (2013), Étienne Pataut (2013).